# Distritos e dependências da Maurícia

A ilha da Maurícia é dividida em 9 distritos (capitais entre parênteses): !! População
(31-12-2012)
1. Black River (Bambous)
2. Flacq (Centre de Flacq)
3. Grand Port (Mahebourg)
4. Moka (Moka), (Quartier Militaire)
5. Pamplemousses (Triolet)
6. Plaines Wilhems (Rose-Hill)
7. Port Louis (Port Louis)
8. Rivière du Rempart (Mapou)
9. Savanne (Souillac)

Três ilhas ou grupos de ilha, também pertencente à Maurícia são dependências:
1. Ilhas Agalega (Vingt Cinq)
2. Cargados Carajos Shoals (Raphael)
3. Rodrigues (Port Mathurin)

Os seguintes territórios também pertencem a Maurícia:
1. Saya de Malha Bank
2. Nazareth Bank
3. Soudan Banks
4. Hawkins Bank

Outros territórios reclamados pela Maurícia:
1. Chagos (arquipelago) (da UK)
2. Tromelin (da França)